# 白色革命

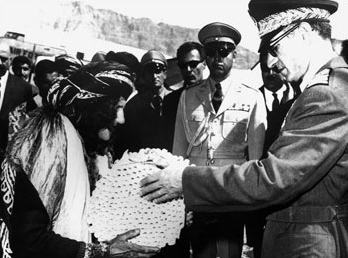
巴列维国王正在发放土地证

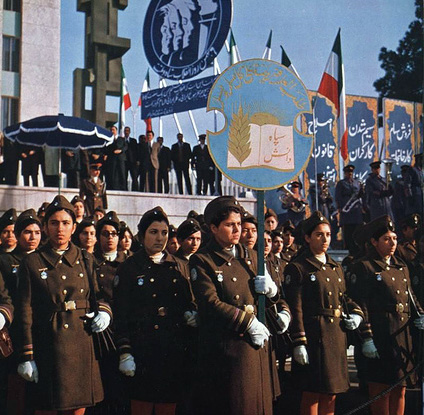
1965年的识字军团

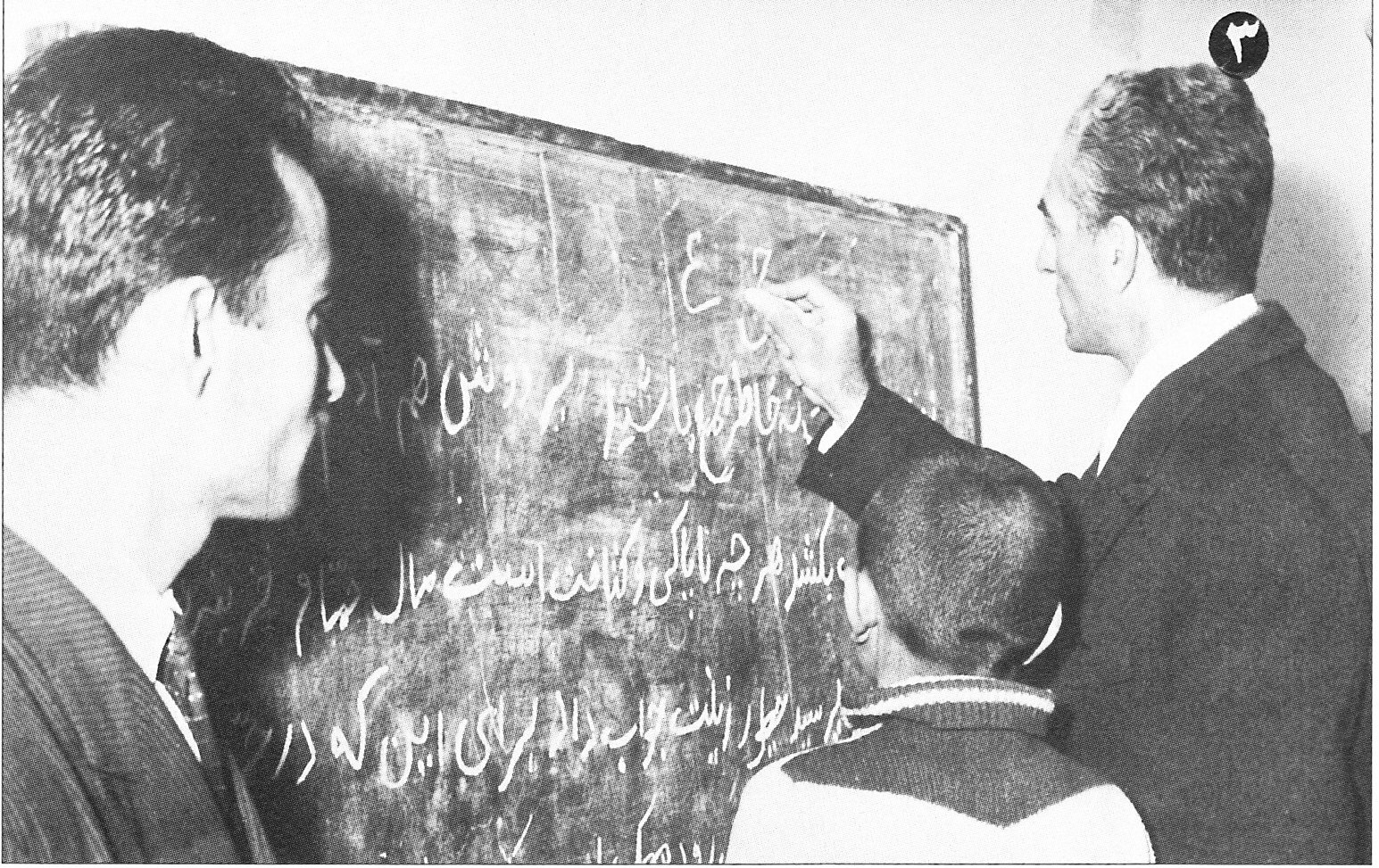
1963年国王参观一座新建的学校

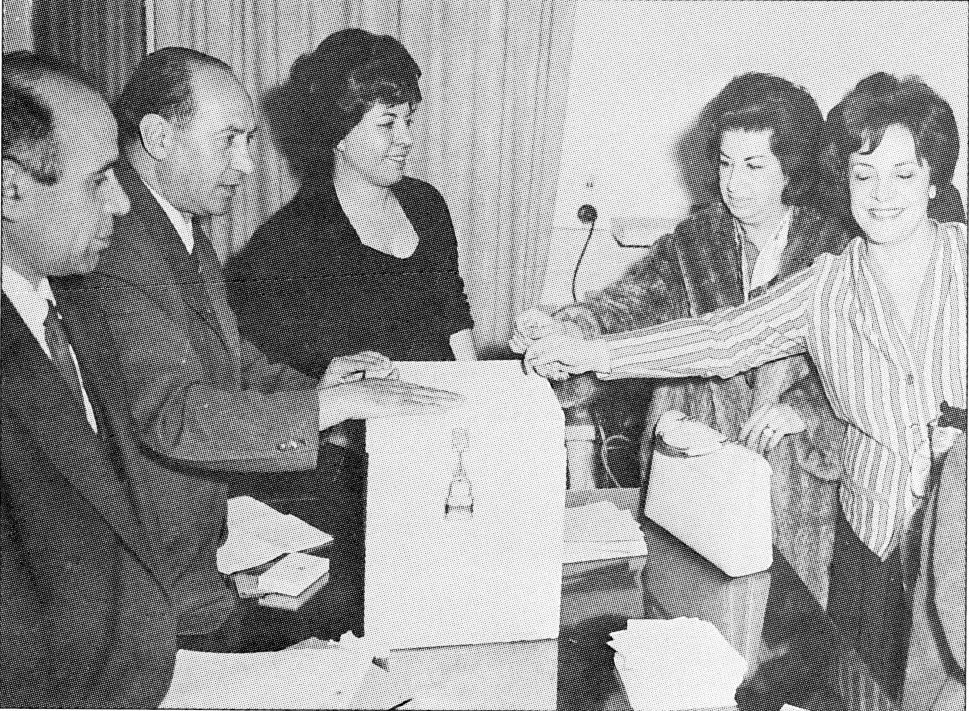
1963年妇女首次参与投票

白色革命（波斯語：انقلاب سفید，Enghelāb-e Sefid）是一系列由伊朗末代国王穆罕默德·礼萨·巴列维在1963年发起的意义深远的改革。

## 改革
国王有意通过此次经济与社会的改革，非暴力地重建伊朗社会。此次改革的最终目标是使伊朗成为一个全球经济、工业势力强国。国王引入了新颖的经济概念，例如针对工业工人的分红制，开设大批由政府出资的重工业项目以及对森林、牧场资源的国有化。但最重要的改革是土地改革项目，使伊朗传统的地主失去了影响与权力，近90%的伊朗佃农因此拥有了自己的土地。
在社会方面，改革给予妇女更多的权利并在教育方面投资，特别是在农村地区。识字军团被成立，允许年轻男性以做乡村扫盲教师的方式服完他们的义务役。 
白色革命由19个改革计划组成，分别在15年的时间内被推行。前6个项目在1963年1月26日举行国家公民投票后推行。
1. 土地改革计划与封建制度的“废除”：政府从封建地主处以合理的价格购得土地并以低于市场价30%的折扣售给佃农，用于购买土地的贷款可以以较低利率在25年内付清。这使150万的曾经只比奴隶好一点点的佃农家庭可以拥有他们曾耕种一生的土地。考虑到每个佃农家庭的平均人口为5人，土地改革计划带给九百万人自由，占伊朗人口的40%。
2. 森林与牧场的国有化：推行了许多法令，不仅是为了保护国有资源并停止森林与牧场的破坏，更是为了进一步地开发与耕种它们。超过九百万的树被种植在26个地区，创建了环抱城市和主要高速路的70,000英亩的“绿带”。
3. 国有企业的私有化：制造厂与工厂将其股份出售给旧封建地主，从而创建了一个全新的工厂主阶层，并能帮助使国家工业化。
4. 分红制：针对的是在私有企业工作的的工业工人，给工人与员工他们工作单位的净利润20%的股份，并保管其他因高生产力或成本减少所产生的奖金。
5. 给女性以选举权：女性原本没有话语权并受伊斯兰传统的压制。这个政策广泛地被伊斯兰教神职人员所批评。
6. 成立识字军团：有高中文凭并需要服义务役的人员，可以选择在山村从事扫盲以代替兵役，类似农村支教。1963年，伊朗约2/3的人口是文盲，其中1/3的文盲位于首都德黑兰。
7. 成立健康军团，使公众健康服务贯穿伊朗的山村与农业地区。在3年中，约有4500个医疗小组被训练；近一千万病例被军团处理。
8. 成立复兴与建设军团来教授村民以现代方式耕作与畜牧。1964年到1970年的农业生产由此在吨数上提高了80%，在价值上提高了67%。
9. 成立公平议事厅：5位年老的村民会被所有村民选举充当仲裁者以解决小的违法以及冲突行为，任期3年。1977年在伊朗全境分布着10358个公平议事厅，为超过一千万的民众服务。
10. 国有化所有水资源：引入项目与政策旨在保护并利用伊朗有限的水资源。许多大坝被兴建，至1978年，还有5个大坝正在建设中。这些措施使受灌溉的土地面积从1968年的两百万英亩增长到1977年的560万英亩。
11. 城市及农村地区的现代化与重建：借助于复兴与建设军团的力量。建设了公共浴场、学校与图书馆；安装水泵与发电机以运转水和电力。
12. 教学改革：通过使课程多样化以满足现代生活的必需，提高了教学质量。
13. 工人在联合企业拥有股份的权利：成立超过5年的工业单位被转变成为公共公司，原国有企业的股份的99%或私营企业股份的49%将会被优先出售给原来的工人，然后再面向大众出售。
14. 价格稳定化与1975年的反对不合理暴利活动：工厂和大型连锁店的拥有者被大量罚款，有些甚至被关押或吊销执照。外国跨国公司被强制制裁，一些被故意囤积以抬高价格的货物被没收并以固定价格向消费者出售。
15. 免费义务教育以及每天免费的一顿饭，覆盖从幼儿园至14岁的所有儿童。1978年，有25%的伊朗人在公共学校有登记就读。同年，有 185,000 男女学生在伊朗的大学就读。除此之外，超过100,000学生在国外就读，其中50,000位学生在美国的院校登记。
16. 提供贫穷母亲免费食物，同样也提供给所有两岁及以下的新生儿。
17. 引入社会保障和国家保险制度：该政策针对所有伊朗人。国家保险制度在退休时期提供最高100%的工资。
18. 租/购住宅产权的稳定合理的价格 (1977)。控制地价以及各种形式的土地投机行为。
19. 引入控制腐败的措施，在官僚体系内。成立了帝国检查委员会，由行政机构的代表与被证明诚实的民众组成。

## 后果
虽然白色革命为伊朗经济与技术上的发展做出贡献，但一些土地改革计划的失败，民主改革的缺失以及来自地主及教会的剧烈反对最终导致了1979年导致国王下台的伊朗革命。

### 批评
尽管引入了众多的经济政策，白色革命没有包括有足够的措施以提高伊朗行政机构的民主代表性，但一些其他的民主改革被执行，例如扩展妇女的选举权。许多改革以拙劣的方式进行或成为政治腐败的牺牲品。例如，土地改革计划没有给大多数佃农以足够生存所需的土地，招致广泛的不满；土地从没有知识的佃农流失到放高利贷者的手中，对耕种至关重要的坎井（伊朗等国使用暗渠将水从高山引入平原）由于少了由地主组织的维护而毁坏，「当坎井失效，数千个有生产力的村庄也将随之衰退」
土地改革计划被批评使地主和农工都失去了“工作”，也就是将他们的旧工作带走却没有以一个新工作代替；一些仿效发达国家的改革政策過於死板，没有考虑到伊朗自身独特的情况（一些地方缺水，另一些地方有太多的水，等等），某些劳工与地主间家族式的工作契约被切断；一些工人对分配的土地没有兴趣因而将它们转卖给跨国企业，而跨国企业利用这些土地种植像洋蓟一类的植物供出口，而不是国内销售，这就导致了土地的流失。
改革也激怒了在当地势力强大的什叶派伊斯兰教会，因为改革削弱了教会原本在教育和婚姻家庭法领域的惯例的权利以及其原本在农村地区的强大影响力。大部分来自地主家庭的教会高阶层人员因改革而受了很大的影响，许多以前直接流向教会及其附属机构被用以资助教士的土地租金，因改革而免除后被政府分发。譬如，1979年伊斯兰革命的领导人鲁霍拉·穆萨维·霍梅尼在反抗白色革命的活动中开始成为一名政治领导人和活动组织者。 在1963年3月22日霍梅尼在库姆城向因反对白色革命而牺牲的学生致敬的讲话中，他抨击改革让伊朗非穆斯林的少数派能够被推选或指定担任地方性的公职：
我已经再三指出政府有恶意并且反对伊斯兰的法令……司法行政部门通过各种行为已明确地展示出他们对伊斯兰教法令的反对，例如取消法官必须是穆斯林男性的要求；从此之后，犹太人、基督徒、伊斯兰教的敌人和穆斯林都可以做出有关一个穆斯林人荣誉的决定。
两个月后在伊斯兰传统节日古爾邦節，霍梅尼在一次愤怒的演说中指责国王是一个“可怜、卑鄙的人”， 并质疑国王是否是一个“异教徒”犹太人。 两天之后，在6月5日，霍梅尼被逮捕。这引发了3天的暴乱并导致数百人死亡。暴乱被记载在各种演讲和文字作品中时，通常被描述成军队当时“屠杀了不下15,000人”。 霍梅尼1964年4月被解除软禁，但在当年11月被驱逐出境。
最近一本由伊朗國內半官方機構出版的書沒有提到非穆斯林在有關穆斯林儀式事務上的決定性影響，但卻宣稱「女性被選舉權是被用來掩蓋其他陰謀的」，特別是允許巴哈伊信仰執政並保持與以色列的關係。一個法案採用同樣的手法提出，但被公投所否決。
關於那些得到埃米爾阿萨多拉·阿拉姆允許而把「身為穆斯林、對著古蘭經發誓並為男性」的選舉及被選舉人規定刪除的市、省議會（伊朗曆1341年Mehr月16日/西元1962年10月8日），女性被選舉權是被用來掩蓋其他陰謀的。前兩項規定的刪改是為了使巴哈伊位居政府要職合法化。正如上面所提到的，美國支持國王的其中一個條件是國王對以色列的支持及伊朗以色列關係的改善。將具有殖民地思想的的巴哈伊教徒滲入三股勢力將確保這個局面……